# Cass River (Lake Tekapo)
Der Cass River (Sprache der Māori: Te Awa-a-Takatamira) ist ein Zufluss des Lake Tekapo im Mackenzie District der Region Canterbury auf der Südinsel von Neuseeland.

## Geographie
Der Cass River entsteht in den Neuseeländischen Alpen am Zusammenfluss des Cass River West Branch, der eine Länge von rund 4,3 km aufweist und rund 1,2 km östlich des 2444 m hohen Mount Tamaki im Gebirge der Liebig Range auf einer Höhe von rund 1900 m entspringt, und des Cass River East Branch, der über eine Länge von 5,9 km verfügt und rund 200 m südöstlich des 1902 m hohen Rankin Pass im Gebirge der Hall Range auf einer Höhe von rund 1940 m entspringt. Vom Zusammenfluss aus verläuft der Cass River nach Süden, im Westen von der Gamack Range sowie im Osten von der Haszard Range flankiert. Rund 13 km oberhalb der Mündung in den Lake Tekapo wendet sich der Cass River in einem weiten Bogen in Richtung Ostsüdost. Bei Flusskilometer 9 verlässt der Fluss das Gebirge und erreicht eine Ebene westlich des Lake Tekapo. Der Cass River besitzt eine Flusslänge von rund 33 km. Der Cass River fließt auf seiner gesamten Strecke in einem etwa 300 m breiten Schotterbett, in welchem er seinen Kurs immer wieder ändert und teils als ein verflochtener Fluss mit mehreren Flussarmen in Erscheinung tritt. An der Mündung am Westufer des Lake Tekapo bildet der Cass River ein Flussdelta, das weit in den See hinein reicht.

## Allradstrecke
Mit Fahrzeugen, die über einen Allradantrieb (4WD) verfügen, kann das Tal des Cass River bis zur Memorial Hut, die sich im Gebiet des Zusammenflusses der beiden Cass River-Zweige befindet, durchfahren werden. Die Herausforderung beim Befahren des Tals besteht in dem sich immer wieder verändernden Flussbettes mit seinen Kiesablagerungen.

## Jagdgebiet
Die Haszard Range, an der Ostseite des Cass River ist ein vom Department of Conservation ausgewiesenes Jagdgebiet.